# Jernbanetorget stasjon
Jernbanetorget stasjon är en tunnelbanestation vid Oslo Sentralstasjon i centrala Oslo i Norge. Den ligger mellan Stortinget stasjon i väst och Grønland station i öst. Stationen öppnades 1966 och var ändhållplats för de östra tunnelbanelinjerna från det östra tunnelbanenätet byggdes på 1960-talet och fram till Stortinget stasjon byggdes.
Alla tunnelbanelinjer stannar på Jernbanetorget, vilket ger 24 avgångar per timme på dagtid. Stationen ligger 5,2 meter under havet.

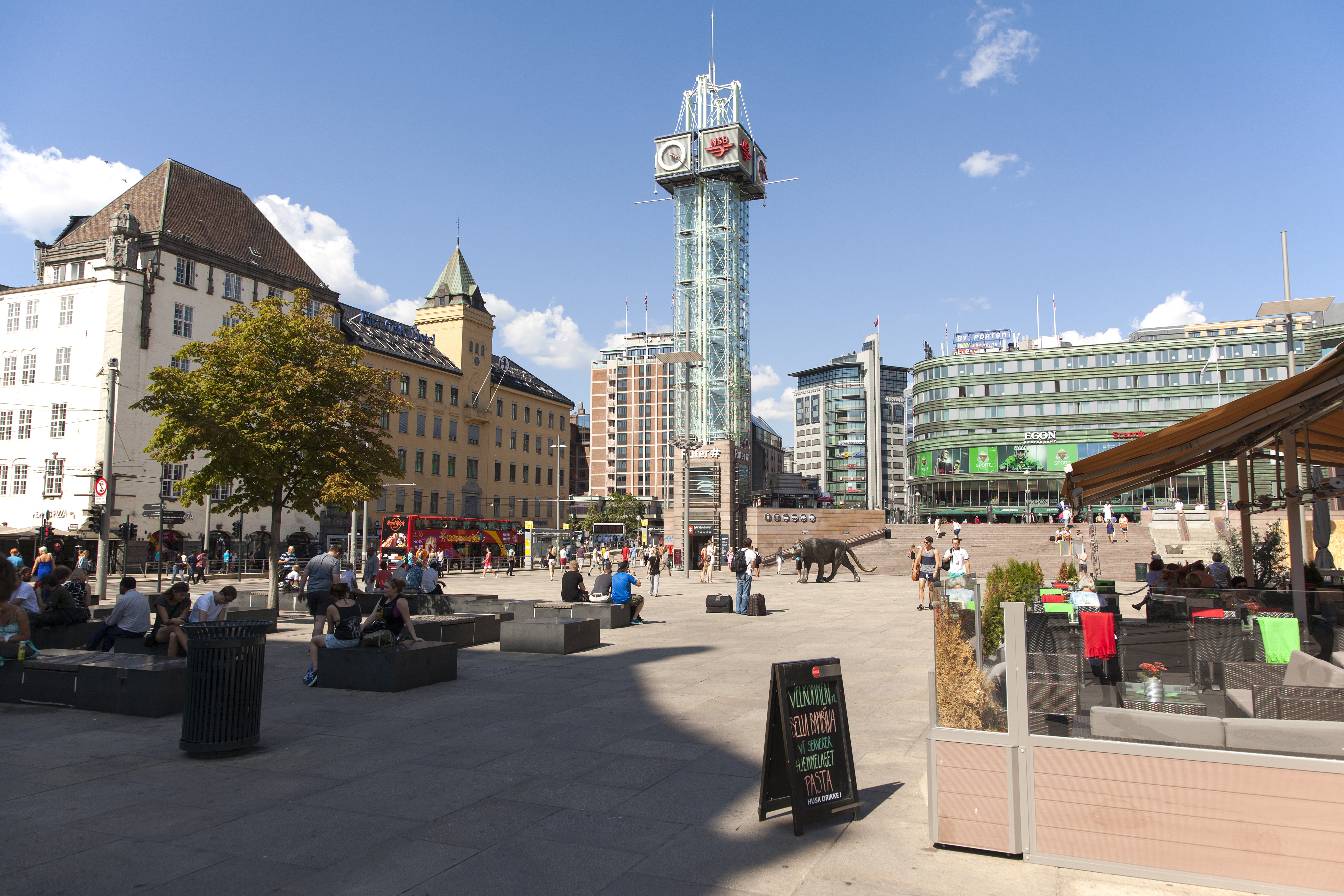
Jernbanetorget
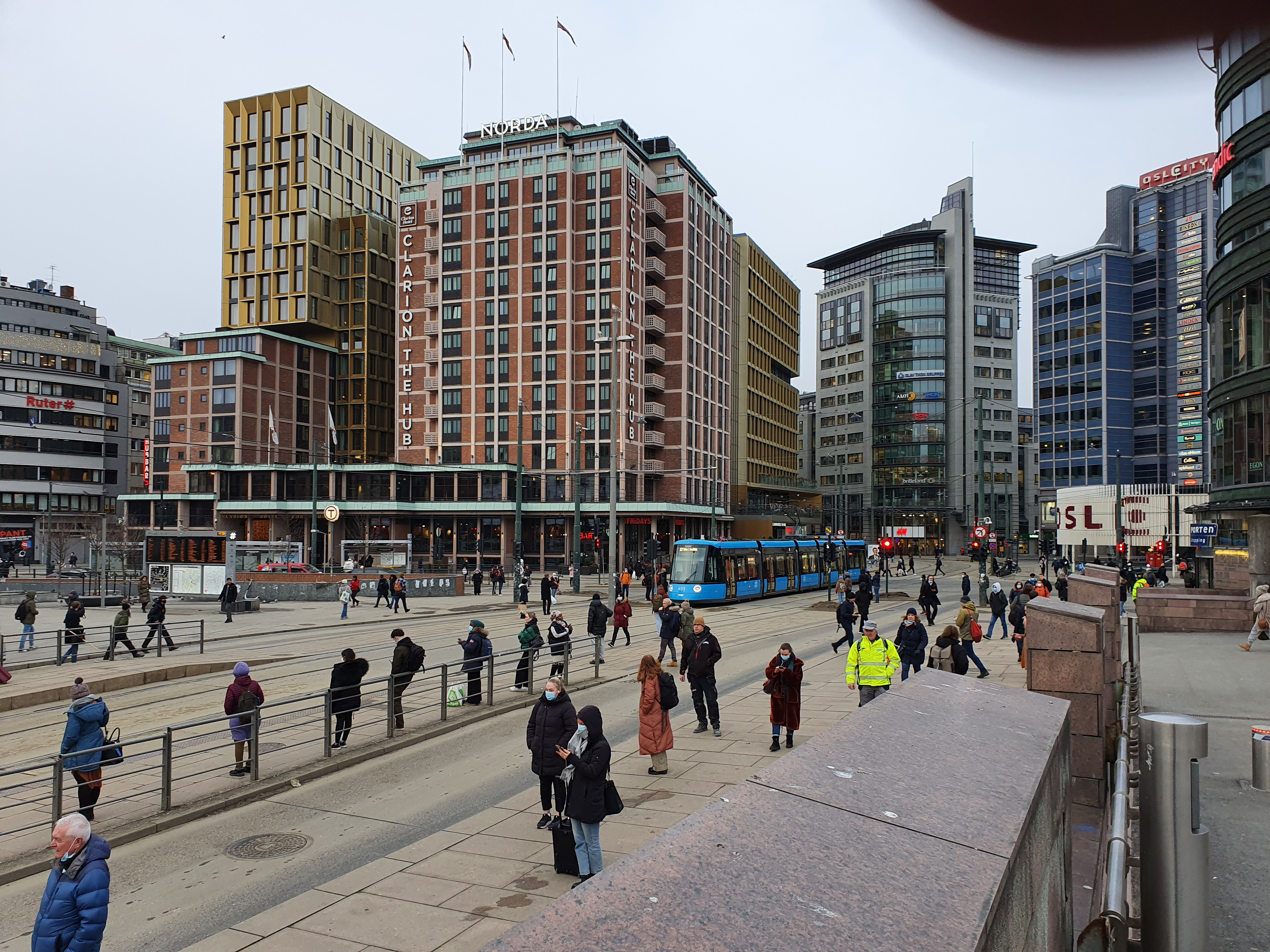
Ingången vid Europarådets plass och Fred. Olsens gate
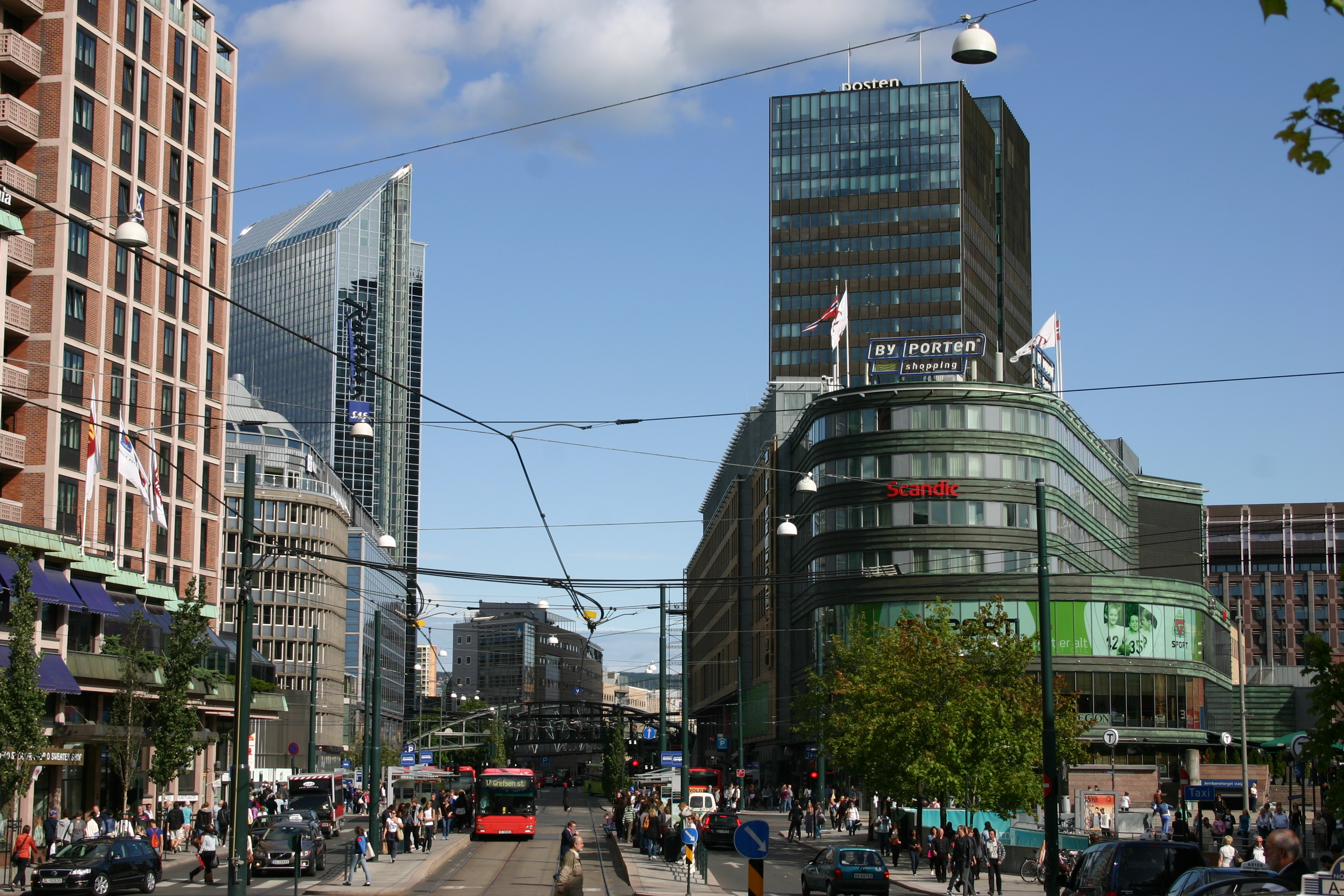
Europarådets plass och Byporten